# Zabul

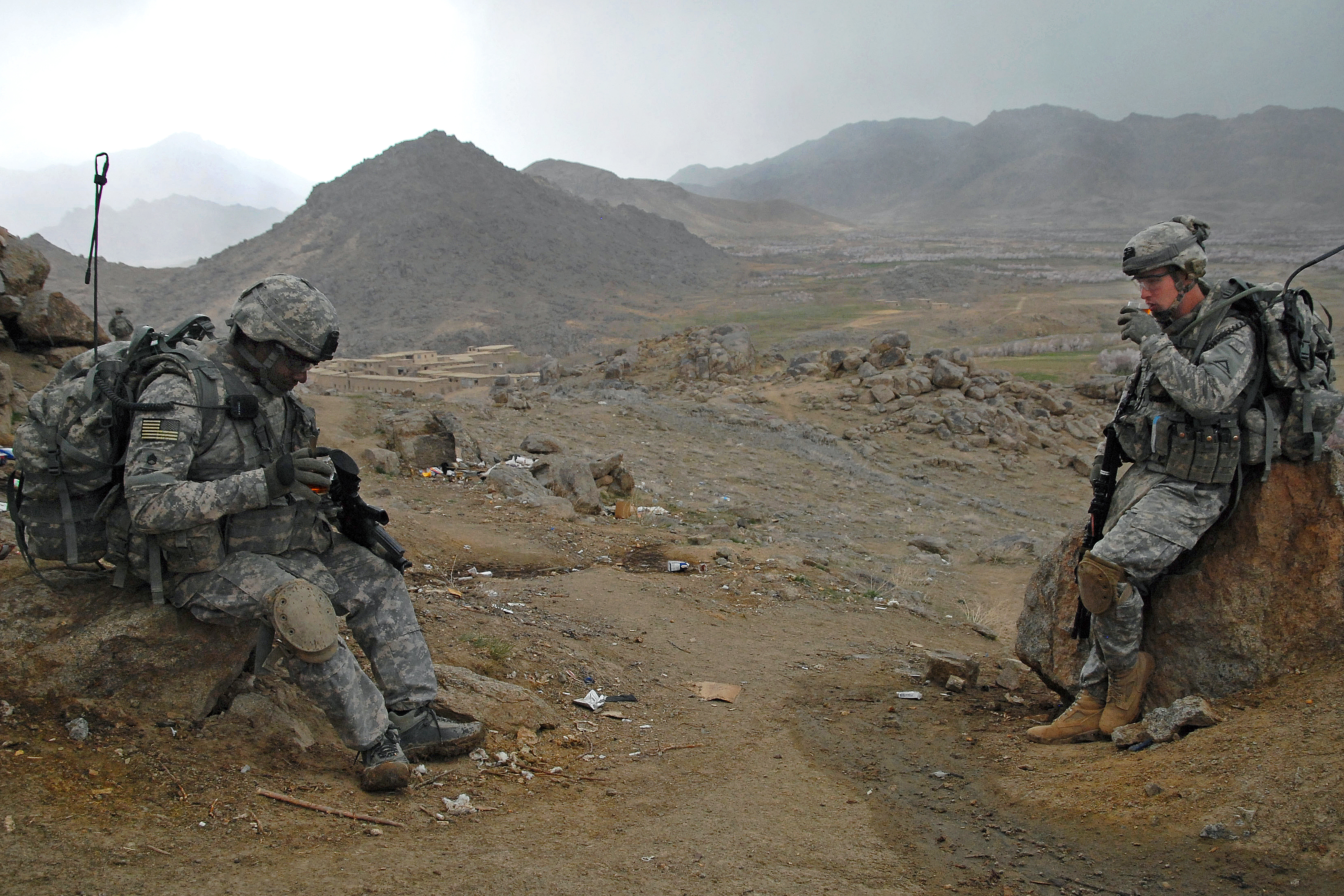
US-Soldaten in Zabul

Zabul (Paschtu/Dari: زابل) ist eine Provinz (velayat) im Süden von Afghanistan.
Die Fläche beträgt 17.472 Quadratkilometer und die Einwohnerzahl 398.050 (Stand: 2022).
Zabul war die erste Provinz Afghanistans, in der die Taliban nach dem Einmarsch US-amerikanischer Truppen einen eigenen Gouverneur (waali) benannten, der in Konkurrenz zu dem von der Zentralregierung in Kabul ernannten Gouverneur stand.
Im April 2003 nahmen die Taliban den Distrikt Daychopan ein, den die afghanischen Regierungstruppen aber umgehend wieder unter ihre Kontrolle bringen konnten.
Zabul hat seit 2006 in Qalāt-i Ghildschī einen Flugplatz.
Seit August 2021 beherrschen die Taliban die komplette Provinz.

## Verwaltungsgliederung
Die Provinz Zabul gliedert sich in neun Distrikte (woluswali):
- Arghandab
- Atghar
- Daychopan (Deh i-Chopan)
- Mizan
- Qalat
- Shahjoy
- Shamulzayi
- Shinkay
- Tarnak Wa Jaldak